# 魏布施塔特
魏布施塔特（發音：[ˈvaɪpʃtat] ⓘ）是德国巴登-符腾堡州卡尔斯鲁厄行政区莱茵-内卡县的城市，面积25.57平方千米，2023年12月31日人口为5,708人。